# Мошковец
Мошковец (слч. Moškovec) насељено је мјесто са административним статусом сеоске општине (слч. obec) у округу Турчјанске Тјеплице, у Жилинском крају, Словачка Република.

## Становништво
| Година:    | 1994. | 2004.   | 2014.   | 2024.    |
| ---------- | ----- | ------- | ------- | -------- |
| Број људи: | 67    | 63      | 64      | 83       |
| Разлика:   |       | -5,97 % | +1,58 % | +29,68 % |

| Година:    | 2023. | 2024.    |
| ---------- | ----- | -------- |
| Број људи: | 69    | 83       |
| Разлика:   |       | +20,28 % |

Према подацима о броју становника из 2011. године насеље је имало 65 становника.